# Idiops castaneus
Idiops castaneus är en spindelart som beskrevs av Hewitt 1913. Idiops castaneus ingår i släktet Idiops och familjen Idiopidae. Inga underarter finns listade i Catalogue of Life.